# Буковиця-при-Водицях
Буковиця-при-Водицях (словен. Bukovica pri Vodicah) — поселення в общині Водиці, Осреднєсловенський регіон, Словенія. 
Висота над рівнем моря: 327,1 м.